# R Золотої Риби
R Золотої Риби (HD 29712 або R Doradus) — червоний гігант, змінна зоря в крайньому південному куті сузір'я Золотої Риби, поблизу кордону із сузір'ям Сітки. Відстань від Землі становить 178 світлових років (55 парсек). Маючи однорідний діаметр диска 57±5 мсек, вважається, що це позасонячна зоря з найбільшим видимим розміром, якщо дивитися з Землі.

## Мінливість
Видима зоряна величина R Золотої Риби коливається між 4,8 і 6,3, що означає, що зазвичай її видно неозброєним оком, але в інфрачервоному діапазоні це одна з найяскравіших зір на небі. З ближньою інфрачервоною величиною J-діапазону −2,65 яскравішими є лише Бетельгейзе та Антарес при −2,9 та −2,73 (відповідно). В інфрачервоному Ka-діапазоні це іноді найяскравіша зоря на небі, хоча зазвичай Бетельгейзе яскравіша. R Золотої Риби має приблизно таку ж масу, як Сонце, але вона у 6500 разів яскравіша.
Її класифікують як напіврегулярну змінну зорю типу SRb, що вказує на гіганта з повільними слабо вираженими коливаннями, які часто чергуються між періодичними та нерегулярними змінами яскравості. Деякі дослідження показують, що періоди чергуються між приблизно 175 і 332 днями, а також був визначений період 117,3 дня. Вважається, що це мірида, коли її варіації є відносно регулярними, хоча її амплітуда лише 1,5 величини менша, ніж у мірид. Зоря була визначена як мінлива в 1874 році Бенджаміном Гулдом і отримала позначення змінної зорі R Золотої Риби.

## Кутовий діаметр
Кутовий розмір R Золотої Риби легко виміряти за допомогою інтерферометрії. Її рівномірний діаметр диска, діаметр, якщо інтерпретувати як диск рівномірної яскравості, якщо дивитися на довжині хвиль 125 мкм, становить 57 ± 5 кутових секунд. При розгляді на довжині хвиль 23 мкм та інтерпретації як потемніння країв диска діаметр становить 51,18 ± 2,24 кутової секунди.
Кутовий діаметр R Золотої Риби більший, ніж будь-якої іншої виміряної зорі, крім Сонця. Кутовий діаметр наступної за величиною зорі, Бетельгейзе, становить близько 45 кутових секунд.

## Властивості
За даними телескопа «Гіппаркос», паралакс R Золотої Риби становить 18,31 ± 0,99 кутової секунди, що відповідає відстані 55±3 пк. Болометрична світність R Золотої Риби, отримана з її болометричного світлового потоку на відстані 55 пк, становить 4350 ± 520 сонячної (L☉). Виміряний кутовий розмір на цій відстані дає радіус 298±21 R☉. Кутовий розмір і болометричний потік R Золотої Риби визначають ефективну температуру поверхні 2710 ± 170 К.
Порівняння властивостей зорі з теоретичними еволюційними дає вік від 6 до 14 мільярдів років. R Золотої Риби втратила частину своєї маси під час еволюції і наразі має масу від 0,7 до 1,0 сонячної. Її початкова маса була від 1 до 1,25 маси Сонця. Через збільшену поверхню та малу масу R Золотої Риби має поверхневу гравітацію лише 0,026 % від земної. Вона перебуває на асимптотичній гілці гігантів, які спалюють у своєму ядрі гелій.
Радіус 298 R☉ означає, що діаметр R Золотої Риби становить 415 мільйонів км (277 а. о.). Якщо цю зорю помістити в центр Сонячної системи, перигелій Марса перебуватиме всередині зорі.
R Золотої Риби має прогнозовану екваторіальну прогнозовану швидкість обертання 1 ± 0,1 км/с. Підраховано, що для обертання навколо своєї осі цій зорі потрібно 575 років.
| |
| R Золотої Риби фігурує майже на західній межі Золотої Риби, поруч із Сітки (карту, як стандарт, потрібно тримати вгору, з південним горизонтом перед глядачем). Подібно до Альфи Сітки, яка затьмарює її, вона знаходиться трохи на південь від лінії між яскравими зорями Канопус і Ахернар, як і вузький астеризм Сітка у формі змія. |